# الدوري الأردني 1971
إحصائيات الدوري الأردني في موسم 1971، كانت مجرد بطولة تنشيطية وليست دوري.

## نظرة عامة
- فاز النادي الفيصلي بالبطولة.[2]

- جودت عبد المنعم (الفيصلي) كان هداف البطولة بـ (16) هدف.[1]

## وصلات خارجية
- موقع الاتحاد الأردني لكرة القدم